# Făcăeni (gmina)
Făcăeni – gmina w Rumunii, w okręgu Jałomica. Obejmuje miejscowości Făcăeni i Progresu. W 2011 roku liczyła 5438 mieszkańców. 